# Języki abchasko-adygejskie
Języki abchasko-adygejskie, inaczej północno-zachodniokaukaskie lub abchasko-adygijskie – rodzina pięciu języków kaukaskich. Zapisywane są zmodyfikowaną cyrylicą. Wyróżnia się tutaj trzy podgrupy:
- podgrupa abchasko-abazyńska z językami:
  - abchaskim
  - abazyńskim
- podgrupa czerkieska (adygejska) z językami:
  - adygejskim
  - kabardyjskim
- podgrupa ubyska (ubychska, ubychijska):
  - język ubyski † (wymarły na początku XX w., jako jedyny był używany poza Kaukazem, w zachodniej Turcji)

## Cechy charakterystyczne
- polisynteza
- bogactwo spółgłosek – fonemiczne labializacja i palatalizacja
- występują tylko dwa lub trzy fonemy samogłoskowe, za to z licznymi alofonami
- monosylabiczne lub jednospółgłoskowe rdzenie
- prosta deklinacja